# Piton des Neiges
De Piton des Neiges (Frans voor Sneeuw Top) is een inactieve vulkaan op het eiland Réunion. Met 3069 m is het tevens de hoogste berg van het eiland.
De Piton des Neiges kwam zo'n twee miljoen jaar geleden uit de Indische Oceaan omhoog en is inmiddels zo'n 20.000 jaar inactief. Hierdoor zijn de berghellingen van de vulkaan flink geërodeerd.
De Piton des Neiges ligt in het noordwesten van Réunion en bestrijkt daar ca. twee derde van het landoppervlak. Rond de top liggen drie caldeira's: Cirque de Mafate in het noordwesten, Cirque de Salazie in het noordoosten en Cirque de Cilaos in het zuiden.
De vulkaan ligt in het Nationaal Park Réunion en de top is beschermd als Réserve naturelle du Massif du Piton des Neiges.